# كوداي دوي
كوداي دوي (باليابانية: 土肥 航大) (مواليد 13 أبريل 2001) هو لاعب كرة قدم ياباني.

## وصلات خارجية
- كوداي دوي على موقع رابطة كرة القدم اليابانية للمحترفين (اليابانية)
- كوداي دوي على موقع قاعدة بيانات كرة القدم.إي يو (الإنجليزية)
- كوداي دوي على موقع Soccerway.com (الإنجليزية)
- كوداي دوي على موقع عالم كرة القدم.نت (الإنجليزية)